# Mount Orndorff
Mount Orndorff är ett berg i Antarktis. Det ligger i Västantarktis. Nya Zeeland gör anspråk på området. Toppen på Mount Orndorff är 1 520 meter över havet, eller 563 meter över den omgivande terrängen. Bredden vid basen är 7,1 km.
Terrängen runt Mount Orndorff är huvudsakligen kuperad, men den allra närmaste omgivningen är bergig. Trakten är obefolkad. Det finns inga samhällen i närheten.